# Brooklyn South
Brooklyn South är en amerikansk procedurdeckare-TV-serie. Serien sändes 1997–1998.

## I rollerna
- Phil Roussakoff - Michael DeLuise
- Jimmy Doyle - Dylan Walsh
- Frank Donovan - John Tenney
- Jack Lowery - Titus Welliver
- Nona Valentine - Klea Scott
- Ann-Marie Kersey - Yancy Butler
- Dickie Santoro - Gary Basaraba
- Clemmie -Richard T. Jones
- Kommissarie Jonas - James B. Sikking
- Terry Doyle - Patrick McGaw
- Villanueva - Adam Rodriguez